# Inner Secrets
Inner Secrets – dziewiąty album studyjny zespołu Santana wydany 1978 r.

## Lista utworów
Opracowano na podstawie materiału źródłowego.
| 1. | "Dealer/Spanish Rose" (Capaldi/Santana)                      | 5:50  |
|    |                                                              |       |
| 2. | "Move On" (Santana, Rhyne)                                   | 4:27  |
|    |                                                              |       |
| 3. | "One Chain (Don’t Make No Prison)" (Lambert, Potter)         | 6:13  |
|    |                                                              |       |
| 4. | "Stormy" (Buie, Cobb)                                        | 4:45  |
|    |                                                              |       |
| 5. | "Well All Right" (Petty, Holly, Allison, Mauldin)            | 4:09  |
|    |                                                              |       |
| 6. | "Open Invitation" (Santana, Lambert, Potter, Walker, Margen) | 4:45  |
|    |                                                              |       |
| 7. | "Life Is a Lady/Holiday" (Lambert/Santana)                   | 3:47  |
|    |                                                              |       |
| 8. | "The Facts of Love" (Lambert, Potter)                        | 5:28  |
|    |                                                              |       |
| 9. | "Wham!" (Santana, Lear, Peraza, Rekow, Escovedo)             | 3:24  |
|    |                                                              |       |
|    |                                                              | 42:48 |
|    |                                                              |       |

## Twórcy
Opracowano na podstawie materiału źródłowego.
- Carlos Santana – wokal, gitara
- Greg Walker – gitara basowa, śpiew
- Tom Coster – instrumenty klawiszowe
- Russell Tubbs – flet
- David Margen – gitara basowa
- Chris Solberg – Gitara
- Graham Lear – instrumenty perkusyjne
- Pete Escovedo – instrumenty perkusyjne, śpiew
- Armando Peraza – instrumenty perkusyjne

## Listy sprzedaży
| Lista           | Kraj              | Pozycja |
| --------------- | ----------------- | ------- |
| Billboard 200   | Stany Zjednoczone | 27      |
| ARIA Charts     | Australia         | 5       |
| UK Albums Chart | Wielka Brytania   | 1       |